# Богдановский рыбопитомник
Богдановский рыбопитомник — село в Юрьев-Польском районе Владимирской области России, входит в состав Небыловского сельского поселения.

## География
Село расположено на берегу реки Ирмес в 18 км на север от центра поселения села Небылое и в 43 км на восток от райцентра города Юрьев-Польский.

## История
Населённый пункт основан при организации Богдановского рыбопитомника (в 1933 году), входил в состав Шихобаловского сельсовета Юрьев-Польского района, с 2005 года в составе Небыловского сельского поселения.

## Население
| 2002 | 2010 | 2021 |
| ---- | ---- | ---- |
| 8    | ↘5   | ↘4   |